# Fàbrica de Pintures (Alella)
La Fàbrica de Pintures és un edifici del municipi d'Alella a la comarca del Maresme que forma part de l'Inventari del Patrimoni Arquitectònic de Catalunya. Originàriament fou una fàbrica de teixits, un garatge, la Bodega Bruy i finalment una fàbrica de pintures.

## Descripció
És un edifici civil de planta rectangular molt allargada degut a l'ús com a nau industrial. Cobert amb teulada a doble vessant. Destaca principalment pel coronament de la façana en forma de frontó esglaonat, perfilat per maons de cantell i decorat amb rajoles. A la façana es diferencien una planta baixa i un primer pis. En aquest últim es conserva l'única finestra original amb maons col·locats de cantell. Les altres obertures han estat modificades per arcs escarsers. Els elements modernistes de la façana contrasten amb la petita antefixa que corona tot el conjunt i que és més pròpia de l'arquitectura neoclàssica.